# Kodeks novinarjev Slovenije
Kodeks novinarjev Slovenije je bil sprejet 10. oktobra 2002 v Izoli. Vsebuje etične standarde, usmeritve in zavezo za delo novinarjev in drugih ustvarjalcev vsebin, ki so objavljene v slovenskih medijih, ne glede na oblike njihovega razširjanja.

#### Novinarsko delo
Novinar mora preveriti točnost informacij in popraviti ter priznati napake.
- Pri objavljanju informacij, ki vsebujejo obtožbe, mora novinar pridobiti odziv tistih, ki jih te zadevajo.
- Novinar mora opozoriti na nepotrjene informacije ali ugibanja.
- Treba je navesti vir informacije. Lahko se dogovori o anonimnosti vira.
- Novinar sme zavrniti pričanje in razkritje vira informacij.
- Novinar se mora izogibati podkupninam.
- Novinar ne sme zamolčati pomembnih informacij in ponarejati dokumentov.
- Montaža, napovedi, naslovi, podnapisi in slike ne smejo ponarejati vsebine.
- Plagiati so nedopustni.
- Novinar se mora izogibati nedovoljenim načinom zbiranja informacij.
- Razlika med poročilom o dejstvih in komentarjem mora biti razvidna.
- Če je novinar vpleten v dogodke, o katerih poroča, mora to razkriti.

#### Konflikti interesov
- Novinarska sporočila morajo biti ločena od oglaševalskih besedil.
- Hibridi med oglaševalskimi in novinarskimi besedili so nedopustni.
- Da bi se tem konfliktom novinar izognil, mora zavrniti vsa darila, usluge ali nagrade. S tem se izogne zmanjšanju njegove verodostojnosti in verodostojnosti novinarske skupnosti.
- Morebitne neizogibne konflikte interesov mora novinar razkriti javnosti.

#### Splošne etične norme
- Novinar spoštuje pravico posameznika do zasebnosti in se izogiba senzacionalističnemu in neupravičenemu razkrivanju njegove zasebnosti v javnosti. Zavedati se mora, da s tem posamezniku lahko škodi. Poseg v zasebnost je dovoljen le, če za to obstaja javni interes.
- Posebna obzirnost je potrebna pri zbiranju informacij in prenašanju izjav o otrocih in mladoletnikih, tistih, ki jih je doletela nesreča ali družinska tragedija, osebah s telesnimi ali duševnimi motnjami ter drugih huje prizadetih ali bolnih.
- Novinar se mora izogibati rasnim, spolnim, starostnim, verskih, etničnim in  geografskim stereotipom in stereotipom, povezanim s spolnimi nagnjenji, invalidnostjo, fizičnim videzom in socialnim položajem. Diskriminacija ni dopustna.

#### Pravice novinarjev in razmerja do javnosti
- Novinar ima pravico zavrniti delo, ki je v nasprotju s tem kodeksom ali njegovim prepričanjem.
- Brez soglasja novinarja njegov izdelek ne sme biti pomensko spremenjen ali predelan. Novinar ima pravico podpisovati izdelke. Brez njegove vednosti ali proti njegovi volji izdelek ne sme biti podpisan.
- Novinar se mora odzvati vabilu na razpravo Častnega razsodišča in mora upoštevati njegove razsodbe.
- Novinar mora upoštevati enaka merila, kot jih sam zahteva od drugih.